# (3033) Holbaek
(3033) Holbaek ist ein Asteroid des inneren Hauptgürtels. Er wurde am 5. März 1984 von Karl Augustesen, Poul Jensen und Hans Jørn Fogh Olsen am Observatorium Brorfelde in Dänemark entdeckt.
Der Planetoid wurde 1986 nach der Stadt Holbæk benannt, in deren Nähe sich das Observatorium Brorfelde befindet. Anlass war, dass Holbæk 1986 die Verleihung des ersten Handelsprivilegs vor 700 Jahren feierte.